# Francisque Payé
Pour les articles homonymes, voir Paye (homonymie).
Francisque Payé, né le 1er mars 1904 à Belley et mort fusillé le 20 août 1944 à Saint-Genis-Laval lors du massacre du fort de Côte-Lorette, est un cheminot et un résistant français. 

## Biographie
Membre de la résistance, il est arrêté le 19 juillet 1944 à la gare de Valence où il travaillait avant d'être emprisonné à la prison Montluc. Il est l'une des victimes exécutées lors du massacre du fort de Côte-Lorette.

## Hommages

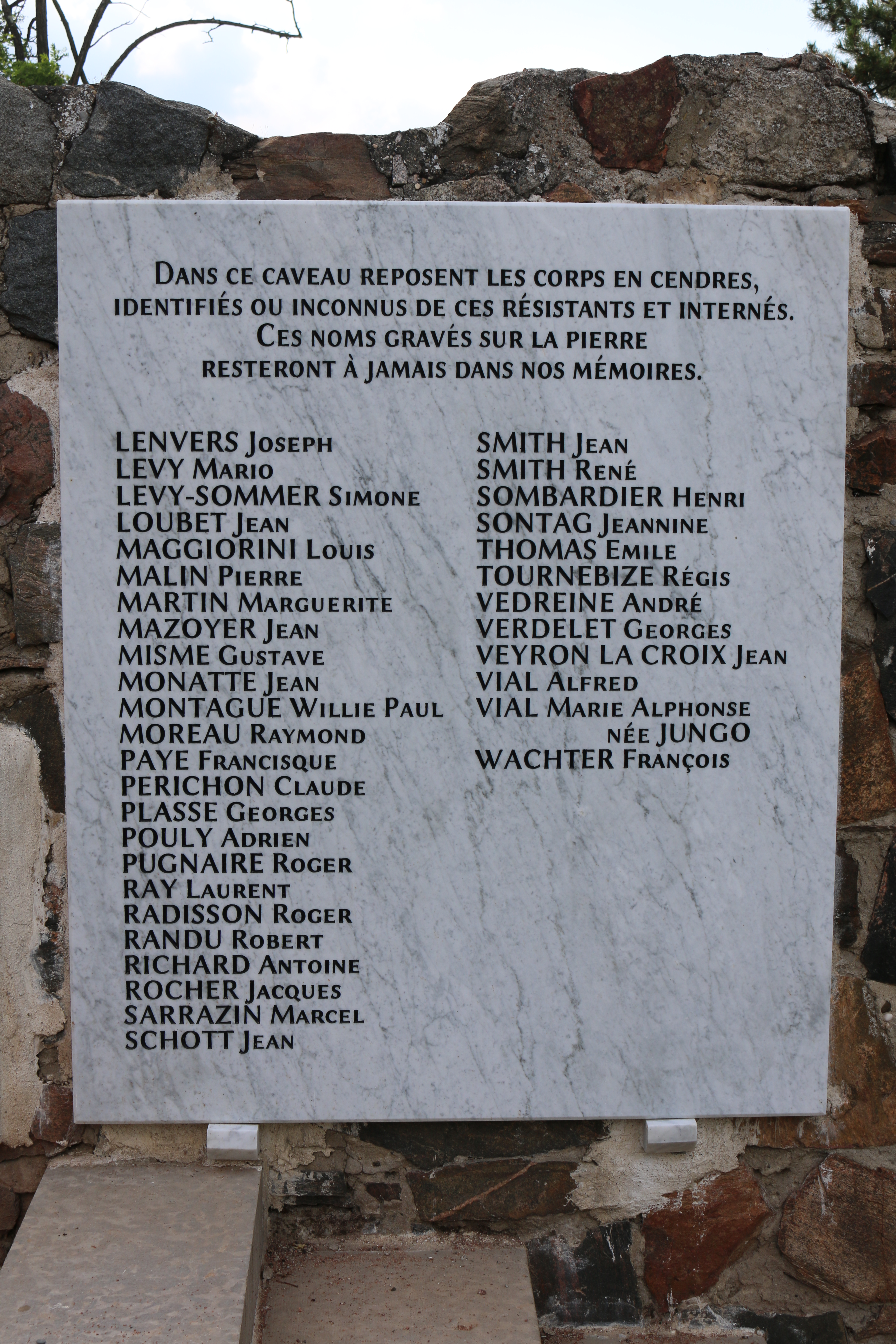
Plaque sur laquelle est inscrit le nom de Francisque Payé au mémorial du fort de Côte-Lorette.

- Le stade municipal de Neyron ainsi que la salle polyvalente située à proximité sont nommés en hommage à Francisque Payé[4]. La mère de Francisque Payé, Germaine Payé (1903 - 1970), habitait Neyron. Enterrée à Neyron, sa tombe mentionne le destin tragique de son fils[5].